# Chueca (metrostation)
Chueca is een metrostation in het stadsdeel Centro van de Spaanse hoofdstad Madrid. Het station werd geopend op 26 februari 1970 en wordt bediend door lijn 5 van de metro van Madrid.